# Národní park Saské Švýcarsko

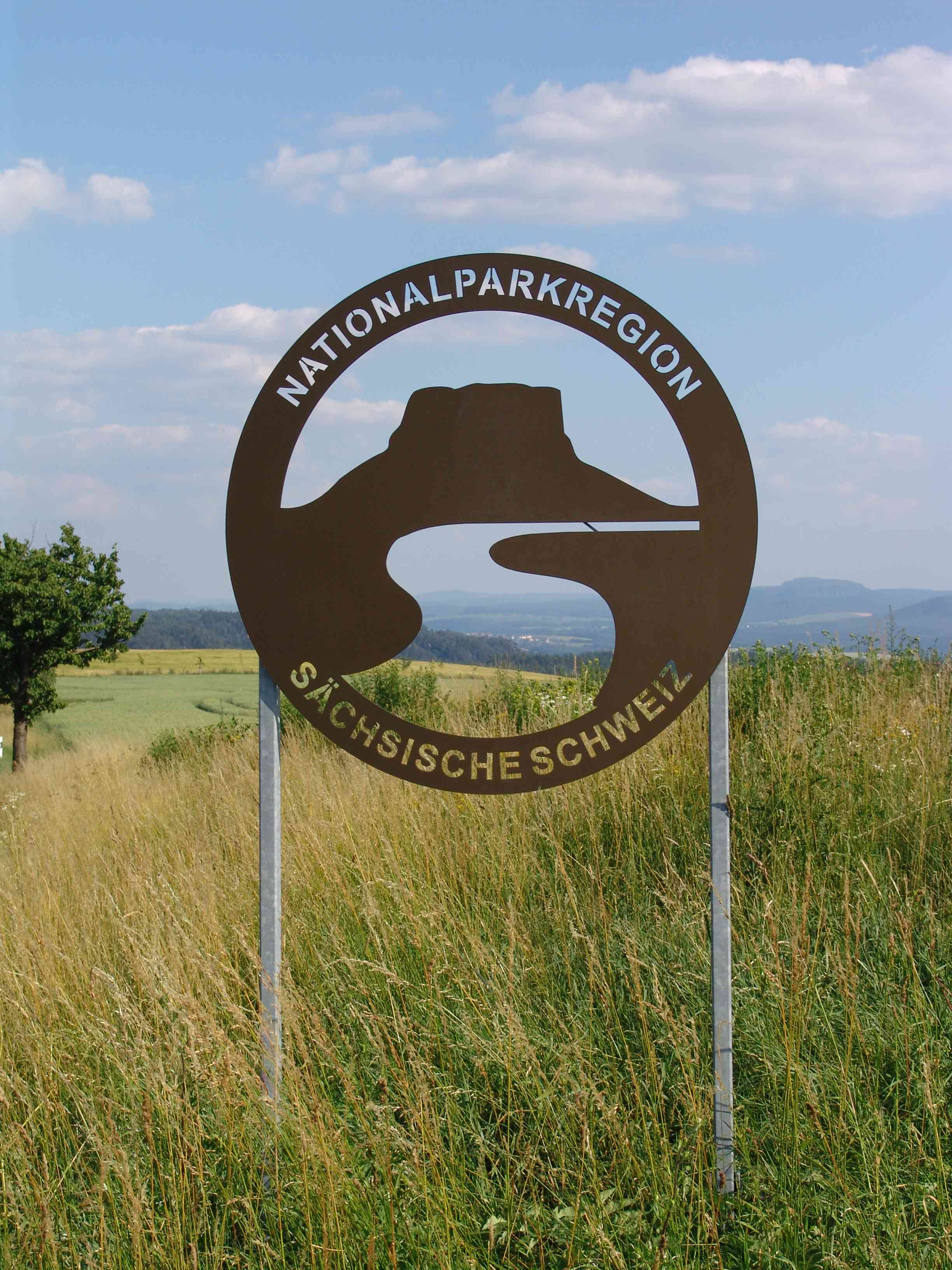
Logo národního parku

Národní park Saské Švýcarsko (německy: Nationalpark Sächsische Schweiz) je německý národní park, nacházející se ve stejnojmenné oblasti, který byl vyhlášen v roce 1990 na celkové ploše 93 km². Park je rozdělen do dvou částí, jedna z nich sousedí podél hranic s národním parkem České Švýcarsko na české straně hranice. 92 % území národního parku je pokryto lesy a asi 40 % je v současné době bezzásahové území (v plánu je za dalších třicet let území rozšířit na 75 % rozlohy parku). Národní park obklopuje Chráněná krajinná oblast Saské Švýcarsko vyhlášená v roce 1956.